# Phare de Scurdie Ness
Le phare de Scurdie Ness est un phare construit sur le promontoire nommé Scurdie Ness proche de Montrose, dans l'ancien comté d'Angus (maintenant intégré dans le Grampian), au sud-est de l'Écosse. Il est monument classé du Royaume-Uni de catégorie B.
Ce phare est géré par le Northern Lighthouse Board (NLB) à Édimbourg, l'organisation de l'aide maritime des côtes de l'Écosse.

## Scurdie Ness
Scurdie Ness est un promontoire situé sur le côté sud de l'estuaire de la River South Esk (en). La rivière mène de la mer du Nord dans le port de Montrose. Le promontoire a également été appelé Montrose point ou Montroseness. Le mot Scurdie est un mot local pour la roche volcanique trouvée en ce lieu et Ness signifiant cap ou promontoire. Le littoral de Scurdie Ness à Rickle Craig a été désigné comme site d'intérêt scientifique particulier (SSSI code 1351).
Scurdie Ness est aussi un site d'examen de la conservation géologique (GCR). Le vieux grès rouge, les laves et les roches sédimentaires associées qui s'y trouvent font partie de la formation volcanique de Montrose. Ces roches ont été formées il y a environ 410 millions d'années à partir de l'éruption d'un volcan se trouvant au nord-est dans la mer du Nord. Scurdie Ness est renommé pour ses Agates formées par les fluides qui coulaient à travers la lave et du dépôt de silice dans les cavités. Une collection d'Agates de la région de Scurdie Ness peut être vue au Musée de Montrose .

## Histoire du phare
En 1867, la communauté maritime locale a fait une demande auprès des commissaires des Phares du Nord afin d'établir un phare en raison des nombreux naufrages et des pertes de vie importantes sur cette côte. Le phare a été construit par David Stevenson et Thomas Stevenson et le mardi 1er mars 1870 la tour a été mise en service pour la première fois. Pendant la Seconde Guerre mondiale le phare a été temporairement peint en noir de sorte qu'il ne pouvait pas être utilisé par les bombardiers allemands comme point de référence de jour. La lumière ne fonctionnait que sur demande de la Royal Navy.
Le phare est monument classé du Royaume-Uni de catégorie B par la Royal Commission on the Ancient and Historical Monuments of Scotland.
À l'origine la caractéristique de lumière était blanc fixe, mais en 1907 elle a été changée en blanc isophase blanc de 60 secondes (c'est-à-dire lumière pendant 30 secondes, éclipse pendant 30 secondes). Le phare de Scurdie Ness a été converti en opération automatique en 1987 et affiche maintenant 3 flashs blancs séparés par 2,5 secondes toutes les 20 secondes pouvant être vu par nuit claire à approximativement 42 kilomètres.
Les bâtiments du phare sont maintenant une propriété privée. Les voitures ne sont pas autorisées le long de la route menant au phare, mais c'est un sentier de promenade qui y mène pour des observations de phoques et de dauphins. Des baleines sont parfois vues dans la région, y compris des observations rares de la baleine à bosse.

### Lien connexe
- Liste des phares en Écosse